# Trafigura
Trafigura is een wereldwijd opererende handelsonderneming, gespecialiseerd in olie, mineralen en metalen. De onderneming heeft 66 kantoren in 38 landen en hoofdkantoren in Amsterdam, Londen en Luzern.

## Activiteiten
Trafigura werd in 1993 opgericht en is eigendom van haar werknemers. De oprichters zijn Claude Dauphin en Eric de Turkheim die daarvoor als oliehandelaren werkten bij Glencore, het bedrijf van Marc Rich.
Trafigura’s belangrijkste handelsactiviteiten bestaan uit levering en transport van ruwe olie, olieproducten, steenkool, metalen (waaronder koper, lood, zink en aluminium), metaalertsen en concentraten. In het gebroken boekjaar 2018, dat liep van 1 oktober 2017 tot en met 30 september 2018, verhandelde het bedrijf meer dan 275 miljoen ton aan olie en olieproducten. Verder werd voor 95 miljoen ton aan metalen en mineralen verhandeld, waarvan ongeveer twee derde bestond uit steenkool. Voor het transport beschikt het bedrijf verder over een kleine rederij.

### Overname Essar Oil
In oktober 2016 nam Trafigura, in samenwerking met het Russische oliebedrijf Rosneft, het Indiase Essar Oil over. Beide bedrijven nemen elk een belang van 49% en krijgen daarmee 98% van het bedrijf in handen. De Essar Group houdt de laatste 2% van de aandelen. Ze betalen hiervoor US$ 10,9 miljard inclusief de schulden die bij Essar Oil op de balans staan. Hiermee krijgen de twee toegang tot de Indiase markt, inclusief de op een na grootste raffinaderij van het land in Vadinar en 2700 benzinestations. Hiervoor, en nog enkele andere bezittingen, betalen de twee nog eens US$ 2 miljard. De raffinaderij heeft een capaciteit van 400.000 vaten per dag en staat in de westelijke deelstaat Gujarat. De onderhandelingen duurden langer dan verwacht en op 21 augustus 2017 werd de transactie afgerond.